# JR貨物EH800形電気機関車
EH800形電気機関車（EH800がたでんききかんしゃ）は、日本貨物鉄道（JR貨物）が2012年（平成24年）から製造する複電圧式交流用電気機関車である。
JRグループで設計・製造した初の交流電気機関車である。

## 概要

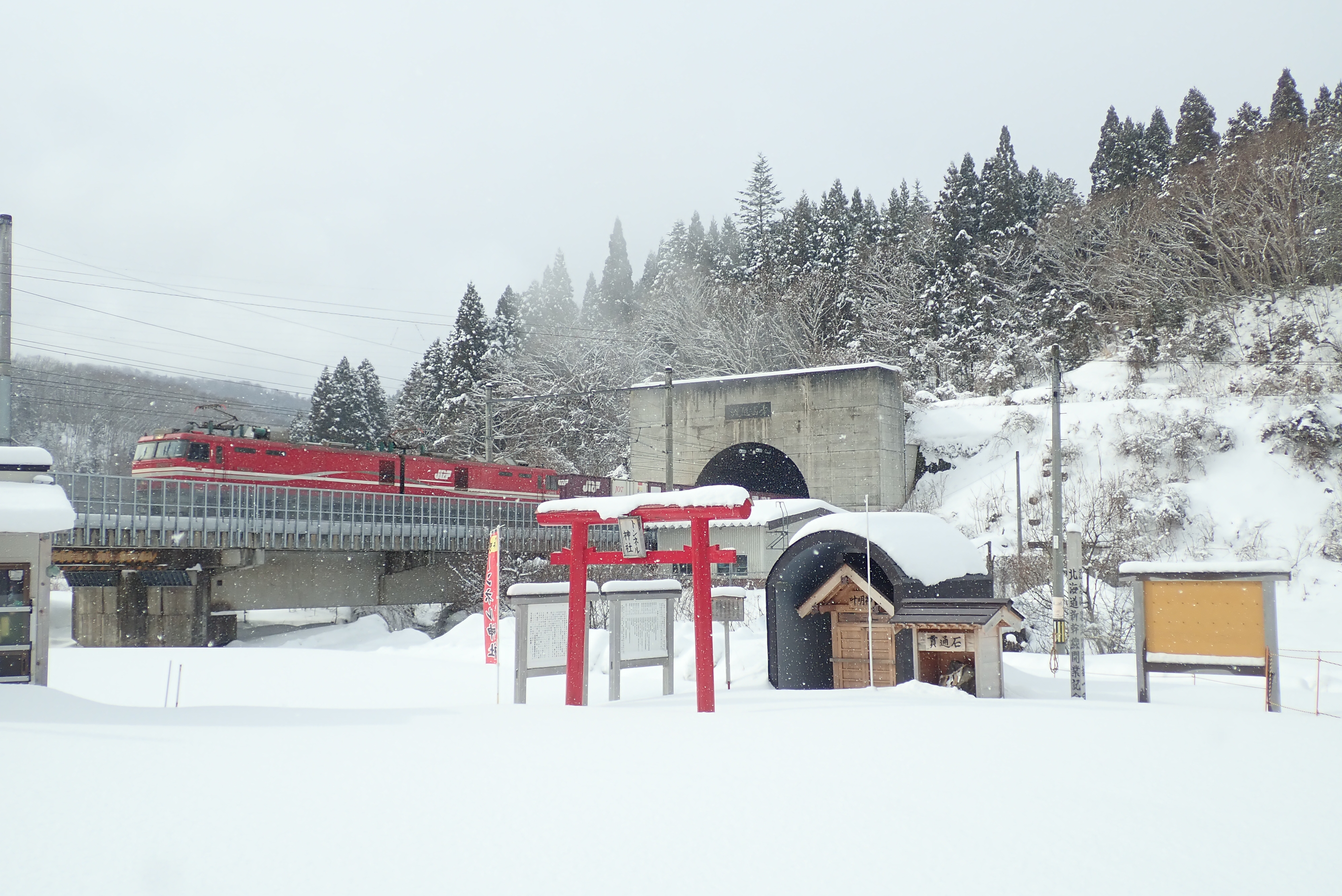
青函トンネル青森側坑口から出てきた上り貨物列車。先頭の赤い車両がEH800形電気機関車。

北海道旅客鉄道（JR北海道）の海峡線（新中小国信号場 - 青函トンネル - 木古内駅間）が、2016年3月26日の北海道新幹線開通に伴い、新幹線・在来線共用区間となった。共用区間の架線電圧は交流20 kVから同25 kVに、保安装置はATC-LからDS-ATCと、新幹線と同様の設備への変更が必要になることから、従来使用されているEH500形およびED79形は同区間を走行できなくなった。そのため、同区間を牽引する機関車として複電圧仕様（交流20 kV・25 kV双方に対応）で新たに開発されたのが本形式である。EH500形をベースに開発されており、新幹線区間での走行に対応した走行機器を搭載した2車体連結・主電動機軸8軸使用のH級機である。
EF210形（愛称はECO-POWER 桃太郎）以降の機関車は「ECO-POWER 金太郎（EH500形）」「ECO-POWERブルーサンダー（EH200形）」「ECO-POWER レッドサンダー（EF510形）」「ECO-POWER レッドベア（DF200形）」と「ECO-POWER」を冠した愛称が付けられているが、本形式には付けられておらず、愛称の公募も行われていない。

## 構造

### 車体
2車体永久固定方式のH型機関車となった。車体寸法などはEH500形に準じて車体長が12,137mm、車体幅が2,808mm、車体高が3,711mm、2車体連結時の全長が25,000mmの箱型であり、前照灯の位置はEH500形901・1・2号機と同じ位置である。車体構造および冷却システムの設計に際しては青函トンネル内の高い湿度により発生する結露が考慮されており、主電動機と主変換装置は個別の冷却用送風機で冷却される。また、床下機器の着雪を防止するため、床下機器間を防雪カバーで覆う構造としている。運転室の運転台の正面には、液晶式の表示装置が1面設置されており、速度計は、近年の新幹線電車で使用されている液晶画面に速度計を表示する電子式速度計に変更されている。
車体塗装は、EF510形0番台と同じ赤色を基調としつつ、側面に新幹線を意識したスピード感を銀で、本州と北海道を結ぶイメージを白で表し、ラインを配している。

### 電源・制御機器
基本性能はEH500形に準じており、交流20 kVまたは25 kVを主変圧器を経由して主変換装置に導き、交流誘導電動機を駆動する。
交流20 kVおよび25 kVに対応する複電圧車であり、主変圧器は、外鉄形送油風冷式を採用した FTM5 を各車に1基ずつ、計2基搭載する。交流20 kVと25 kVに対応するために新規開発がなされ、定格容量は2,598 kVAを備える。三次巻線には、山形新幹線や秋田新幹線の新在直通新幹線で使用されている三次電源タップ切替方式を採用し、デッドセクションを通過時に架線電圧が切替わった際、ATS-P地上子からの信号を受信後にタップ切り替えを行うことで三次巻線の電圧変動を抑える。青函トンネル内の12 ‰の連続勾配において1,000 tの貨物（コンテナ車20両分）の牽引を行うため、最大引張力(起動時)はEH500形と同じ 411.6 kN（42 t）としている。また1時間あたりの定格も4,000 kWとしているが、これは共用区間での25 kVにおいての性能であり、在来線区間の20 kVにおいては性能が共用区間の76 %の出力となる1時間あたり3,040 kWとなり、最大けん引力は変わらないものの高速域での性能が低下する。
主変圧器二次巻線以降の主回路機器に関してはEH500形と同等であることから、主変換装置はEH500形のものをベースに25 kVに対応し、電圧形PWMコンバータ1基+電圧形PWMインバータ1基で構成された FMPU17 を4基搭載する。主変換装置1基で2基の電動機を制御する、いわゆる1C2M構成（台車単位での制御）とし、異常時には隣接する車両からの延長給電が可能な設計である。主変圧器三次巻線とは異なり、架線電圧が変っても主回路の切替えを行わず、架線電圧が低下した場合には、それに応じて出力が制限され、前述した25 kVでの76 %の出力を出すことができる。
補機用の電源となる補助電源装置は、電圧形PWM制御インバータ FAPU8 を2基搭載する。主変圧器の2次側にある電源タップ切替機能を持つ三次巻線（単相交流1,366 V・50 Hz/単相交流1,389 V・50 Hz）を電源として三相交流440 V・50 Hz（定格容量150 kVA）を出力する。機器配置を変更して防水性と防塵性を向上させている。
主電動機はEF210系以降のJR貨物電気機関車で標準的に採用されているかご形三相誘導電動機のFMT4A（定格電圧1,100 V・定格電流370 A、1時間定格出力565 kW）を8基吊り掛け式で搭載する。冷却方式は強制風冷方式である。
集電装置はシングルアーム型パンタグラフ FPS6 が採用されており、1車体に1基搭載しているが、走行中は2エンド側車体からの集電を基本としている。共用区間での架線の位置が在来線軌道中心と新幹線軌道中心から92 mm偏倚した中心に位置が変更されることと、架線電圧25 kVに対応するため、新規に開発された。上昇方式はバネ上昇式である。
制動方式は回生ブレーキ併用電気指令式自動空気ブレーキを採用しており、回生ブレーキを停止と抑速の際に使用する。今までのJRの新形式機関車では、直流区間での列車の運転密度が低い（列車本数が少ない）状態での軽負荷において、回生ブレーキを使用すると回生失効の恐れがあり、電気ブレーキに発電ブレーキを採用していたが、本機は交流区間での運用になるため、回生ブレーキを採用している。また、試作機である901号機は、主変換装置のソフト切替えにより発電ブレーキに変更することができる仕様となっているが、2013年の走行試験結果と環境負荷低減の観点から、発電ブレーキの関連機器を撤去して回生ブレーキのみとする予定である。現在、901号機も回生ブレーキのみとされ、発電ブレーキ用抵抗器の冷却送風機用に設けられていた側面のラジエータが量産車と同じく埋められている。
屋上機器は25 kVでの絶縁隔離を考慮した配置となっている。真空遮断器3台と避雷器を1エンド側車体に搭載しているが、これには新幹線で実績がある機器を使用している。真空遮断器は、3台を組合わせることで、集電装置から、それらを介して1エンド側車体と2エンド側車体に搭載されている主変圧器に架線電圧を給電するようになっており、3台の組合わせを変えることで、集電装置の選択や主変圧器の開放ができるようになっている。また、運転室屋根上には、新幹線で使用されている形状の静電アンテナが取付けられている。

### 台車
台車は、EH500形で使用されているFD7をベースにした軸箱支持装置が軸梁式のボルスタレス台車を装着する。1エンド側より、FD7O, FD7P, FD7Q, FD7R と呼称する。基礎ブレーキは片押し式踏面ユニットブレーキとし、バネ式留置ブレーキも備える。枕ばねは空気ばね式、牽引装置はZリンク式、動力伝達方式は一段歯車減速吊りかけ式とし、歯車比は5.13 (82/16) である。車輪は直径1,120mmの一体圧延型を採用し、軸距は2,500mmである。
速度発電機は、新幹線方式の非接触型に変更され、各台車の輪軸の軸端には、軸箱温度・振動センサーを新たに搭載しており、車輪の異常摩耗時での振動検知や軸温の異常上昇を検知し、電子制御装置を介して運転台に設置されたモニタや表示灯で警告を表示する。また、軸箱下方には脱線時の逸脱防止用のL型ガイドが追加された。

### 無線・保安装置

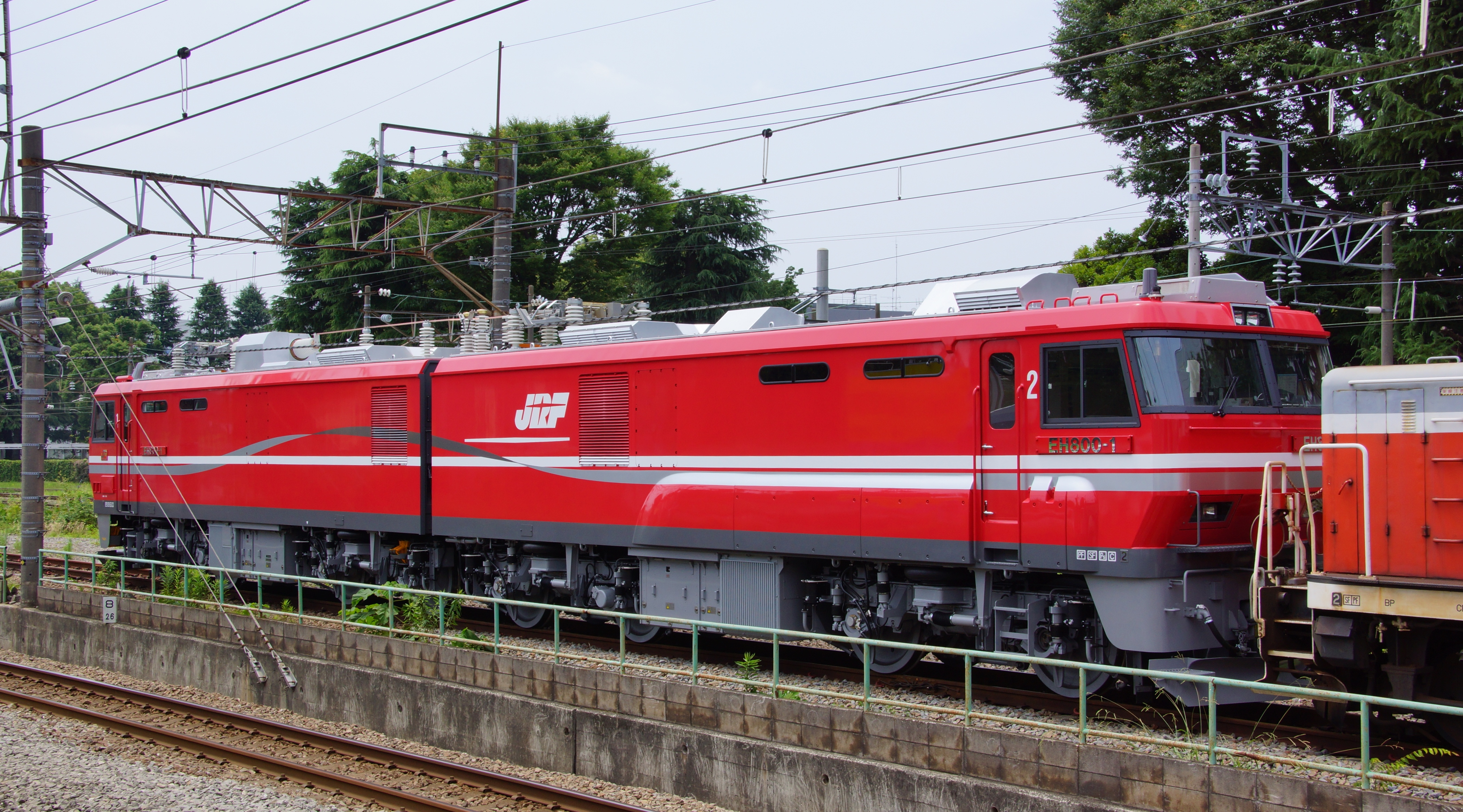
LCXアンテナのふくらみが目立つ2エンド側車体

保安装置は在来線用のATS-SF・Ps・PFと新幹線用のDS-ATCの車上装置が搭載されており、車間の中間引張装置下部にDS-ATC用のトランスポンダ車上子を新たに取付けて、共用区間でのDS-ATCを利用した進路制御に対応している。そのため、運転台のモニタ装置に列車番号入力機能が追加されている他に、運転台には、EB装置と共用区間用と在来線用の2つのTE装置の押しボタンが設置されている。これは、共用区間では列車防護が新幹線と同じ保護接地スイッチによる架線停電による方式であるためで、そのほかにも、共用区間でDS-ATCが使用できない場合に架線停電を検知してATC非常ブレーキを掛けるため無電圧継電器（NVR）を装備している。無線装置は在来線用のCタイプ無線と津軽海峡線用の青函Bタイプ無線を搭載している。ただし試作車である901号機に関しては落成直後、保安装置はATS-SFとATC-Lを搭載しており、新幹線区間に対応したDS-ATCとデジタル列車無線システムは準備工事としていたが、製造元の東芝府中工場にて量産車と同様にATS-PF・ATS-Ps車上装置および新幹線区間走行のための各装置の設置が行われ2016年2月に出場した。
デジタル列車無線システムのLCXアンテナは2エンド側車体側面に搭載されているため、その箇所のふくらみが目立つ形となった。

### リモートモニタリングサービス
機関車の状態を常時遠隔で監視し、データの蓄積・分析を可能とするシステムで、2019年から本形式に導入された。運転席にIoT端末を設置し、機関車の状態のデータを常時自動的に地上のサーバーに伝送・蓄積する。伝送・蓄積したデータはWebブラウザにより可視化し、インターネット環境下でPC・タブレット等による遠隔監視やデータ蓄積・分析が可能。東芝インフラシステムズが開発したシステムで、新幹線共用区間で運用される本形式に最初に本格導入された。運転操作データを常時伝送・蓄積することによる事故原因解析の迅速化や、機器・設備の状態のデータ蓄積・解析による故障予測・機器劣化把握を可能とし、故障率の低下、復旧迅速化を進めて安定輸送の向上を図る効果が期待されている。

## 現況・動向

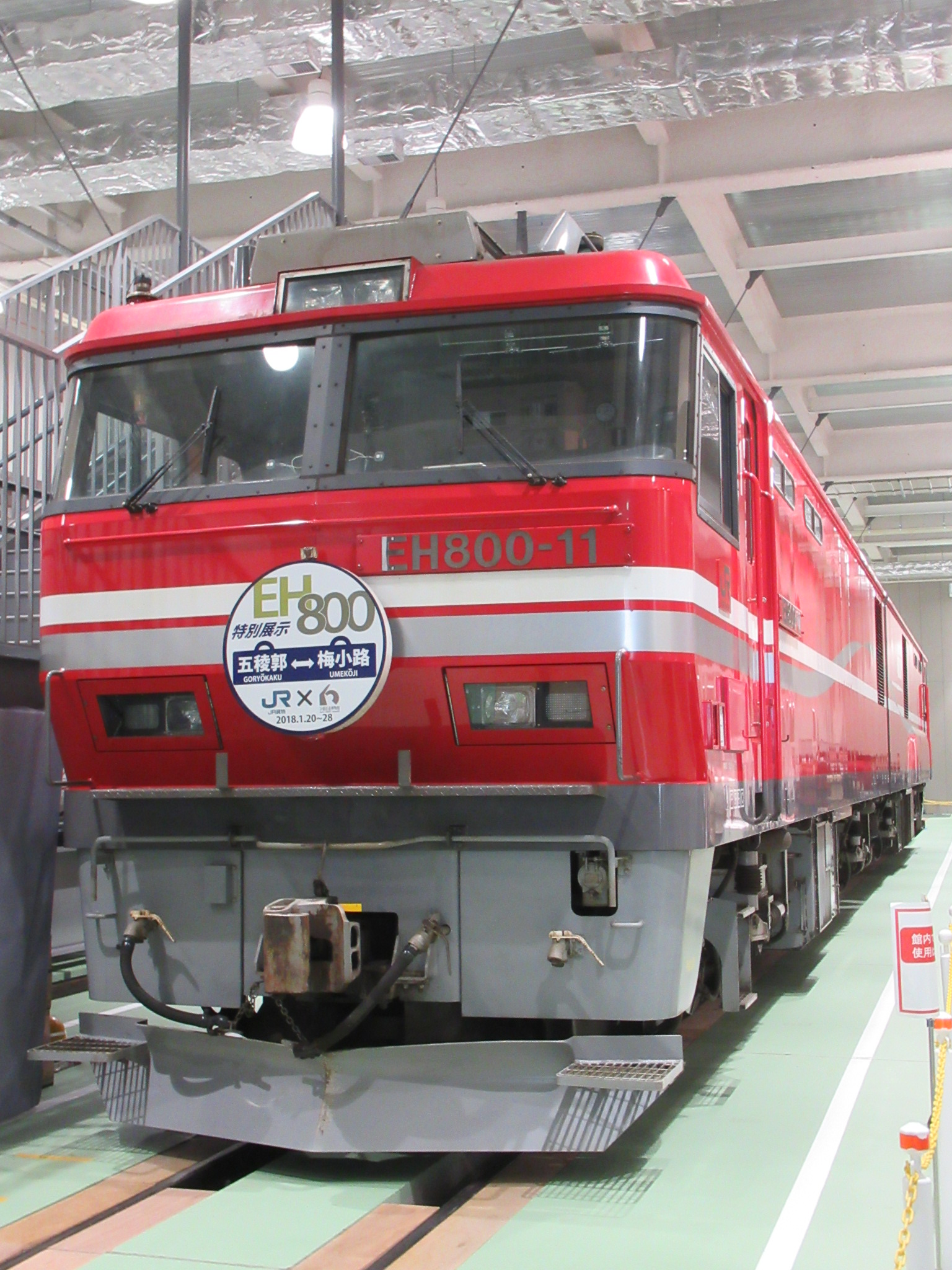
京都鉄道博物館で展示されたEH800-11

2011年から東芝とJR貨物による共同開発が行われており、試作車である901号機は2012年11月27日に落成し、落成日に東芝側でも報道公開された。その後、東福島駅構内で試運転を行った。
2012年12月から性能確認試験を実施し、2014（平成26）年度にかけて五稜郭機関区で行なわれた走行試験の成果を踏まえたうえで、2014（平成26）年度から量産が開始され、試作車を含めた全車が五稜郭機関区に配置された。2014年10月からは深夜に海峡線で設備検査に供される。量産機は同年7月16日より、五稜郭機関区のED79形運用を代走する形で営業運転に投入されている。
EH800形電気機関車の開発は整備新幹線に起因する事柄であるため、鉄道建設・運輸施設整備支援機構の特例業務勘定の利益剰余金を利用した費用支援が行われている。
2015年8月21日、青函トンネル通過時に故障が起きていたことが判明した。大阪貨物ターミナル駅発札幌貨物ターミナル駅行きの貨物列車（20両編成）牽引時において、8月21日17時半頃に運転士が故障告知ランプの点灯を確認したため、知内町側の出口まで約5kmのトンネル内に緊急停車し、電圧変換装置に電流が流れないよう応急処置の後に運転再開。木古内駅に到着後に社員が故障を確認した。電気系統の異常によるもので、電圧変換装置のボルトの締め付け不足が原因で過大な電流が流れ絶縁体の樹脂が溶結したという経緯で故障に至った。この障害を国土交通省北海道運輸局に報告したものの、「単なる車両故障と認識し、発表する内容ではないと考えた」（広報室）として公表していなかった。JR北海道の発表では、この障害の影響で特急列車4本が最大53分遅延した。
2016年6月より、全廃されたED79形に代わって団体臨時列車「カシオペアクルーズ」・「カシオペア紀行」の牽引も行っていたが、2017年2月をもって「カシオペアクルーズ」・「カシオペア紀行」の北海道乗り入れが実質的に廃止されたため、EH800形の旅客列車の牽引はわずかな期間に終わっている。2017年5月1日以降は共用区間を自走通過が可能であるTRAIN SUITE 四季島が北海道乗り入れのクルーズトレインとなっている。
2018年1月20日から28日まで、京都鉄道博物館で本形式が特別展示された。同機が関西地区に入線および展示されるのはこれが初めてとなる。また、最終日の1月28日にはトワイライトエクスプレスのヘッドマークで展示されていた。
大規模検査は大宮車両所で行われるため、入出場の際はEH500形に牽引される形で回送される。